# Trewinnion
Trewinnion – osada w Anglii, w Kornwalii. Leży 49 km na północny wschód od miasta Penzance i 363 km na zachód od Londynu.